# Rumänische Fußballmeisterschaft 1923/24
Die Finalspiele um die Rumänische Fußballmeisterschaft 1923/24 fanden vom 13. Juli bis zum 17. August 1924 statt. Die Anzahl der regionalen Vorausscheidungen wurde erneut erhöht, indem die Regionen Brașov und Sibiu nicht mehr gemeinsam, sondern in zwei Turnieren ihren Vertreter ausspielten. Die nunmehr neun Sieger ermittelten im K.-o.-System den rumänischen Meister. Dabei fand zunächst jeweils nur ein Spiel statt. Im Falle eines Unentschiedens wurde wenige Tage später ein Rückspiel ausgetragen, um einen Sieger zu finden. Meister wurde zum dritten Mal in Folge Chinezul Timișoara.

## Teilnehmer
| Region      | Sieger                        |
| ----------- | ----------------------------- |
| Arad        | Societatea de Gimnastică Arad |
| Brașov      | Brașovia Brașov               |
| Bukarest    | Venus Bukarest                |
| Cernăuți    | Jahn Czernowitz               |
| Cluj        | Universitatea Cluj            |
| Oradea      | CAO Oradea                    |
| Sibiu       | Șoimii Sibiu                  |
| Târgu Mureș | CFR Mureșul Târgu Mureș       |
| Timișoara   | Chinezul Timișoara            |

## Ergebnisse

### Vorrunde
|                         | Ergebnis  |              |
| ----------------------- | --------- | ------------ |
| CFR Mureșul Târgu Mureș | 4:2 (1:0) | Șoimii Sibiu |

### Viertelfinale
|                         | Ergebnis  |                               |
| ----------------------- | --------- | ----------------------------- |
| CFR Mureșul Târgu Mureș | 3:1 (2:1) | Venus Bukarest                |
| CAO Oradea              | 0:0       | Universitatea Cluj            |
| Chinezul Timișoara      | 2:0 (1:0) | Societatea de Gimnastică Arad |
| Jahn Czernowitz         | 1         | Brașovia Brașov               |

#### Wiederholungsspiel
Das Wiederholungsspiel fand in Cluj statt.
|            | Ergebnis  |                    |
| ---------- | --------- | ------------------ |
| CAO Oradea | 3:0 (0:0) | Universitatea Cluj |

### Halbfinale
|                    | Ergebnis  |                         |
| ------------------ | --------- | ----------------------- |
| CAO Oradea         | 1:0 (0:0) | Jahn Czernowitz         |
| Chinezul Timișoara | 9:0 (1:0) | CFR Mureșul Târgu Mureș |

### Finale
Das Finale fand in Arad statt.
|                    | Ergebnis  |            |
| ------------------ | --------- | ---------- |
| Chinezul Timișoara | 4:1 (2:1) | CAO Oradea |